# Abigail Cowen
Abigail Cowen (Gainesville, Florida, 18 de marzo de 1998) es una actriz y modelo estadounidense, ampliamente conocida por interpretar a Dorcas Night en Chilling Adventures of Sabrina y a Bloom Peters en Fate: The Winx Saga.

## Biografía
Cowen nació el 18 de marzo de 1998 en Gainesville, Florida,y estudió relaciones públicas en la Universidad de Florida. En 2016, se mudó con su familia a Los Ángeles, California, para comenzar su carrera como actriz.

## Carrera profesional
Cowen comenzó su carrera como actriz a la edad de 17 años, interpretando a Brooklyn en la serie de televisión Red Band Society de Fox Broadcasting Company. En 2017, interpretó a Vicki Charmichael en la segunda temporada de la serie de streaming de Netflix Stranger Things. De 2017 a 2018, interpretó a Mia Tanner en la serie de televisión Wisdom of the Crowd de CBS. En el 2018 interpretó a Eliza Hunter en la serie dramática The Fosters, producida por Freeform, seguida de Ricochet en The Power Couple de YouTube. En 2020, realizó su debut cinematográfico como Adrienne en la película I Still Believe.
De 2018 a 2020, interpretó a Dorcas Night en la serie Chilling Adventures of Sabrina de Netflix. En 2021, comenzó a interpretar a Bloom, en la adaptación en imagen real de Netflix Winx Club titulada Fate: The Winx Saga, estrenada el 22 de enero. En una entrevista con Rolling Stone, describió a su personaje como «una introvertida, obstinada y decidida mujer que descubre que tiene poderes de fuego».
En 2021, interpretó a Fiona en la película Witch Hunt, dirigida por Elle Callahan. Cuando se le preguntó si las lecciones de actuación que aprendió en Chilling Adventures of Sabrina fueron útiles, respondió: «siento que esta película es tan diferente. Sí, es brujería, pero son personajes muy diferentes. Pero solo el elemento mágico, supongo que usando mi imaginación en ciertos escenarios, se podría decir que estaba un poco acostumbrada. Pero definitivamente fue un personaje completamente diferente, un tipo de proyecto completamente diferente que abordar para mí, lo cual es divertido y fue un desafío». Su último papel fue el de Angel, en la película Redeeming Love, estrenada en 2022.

## Filmografía

### Películas
| Año  | Título          | Papel         | Notas           |
| ---- | --------------- | ------------- | --------------- |
| 2020 | I Still Believe | Adrienne Camp | Rol recurrente  |
| 2021 | Witch Hunt      | Fiona         | Rol protagónico |
| 2022 | Redeeming Love  | Angel         | Rol protagónico |
| 2024 | Electra         | Lucy          |                 |
| 2025 | The Ritual      | Emma Schmidt  |                 |

### Televisión
| Año       | Título                         | Papel             | Notas                                           |
| --------- | ------------------------------ | ----------------- | ----------------------------------------------- |
| 2014      | Red Band Society               | Brooklyn          | Episodio: «No hay lugar como el regreso a casa» |
| 2017      | Stranger Things                | Vicki Charmichael | 2 episodios (temporada 2)                       |
| 2017-2018 | Wisdom of the Crowd            | Mia Tanner        | Rol recurrente                                  |
| 2018      | The Foster                     | Eliza Hunter      | 4 episodios (temporada 5)                       |
| 2018-2020 | Chilling Adventures of Sabrina | Dorcas Night      | Rol recurrente                                  |
| 2019      | The Power Couple               | Ricochet          | Miniserie de televisión                         |
| 2021-2022 | Fate: The Winx Saga            | Bloom             | Rol principal                                   |